# إل. إف. إل. أوبنهايم
إل. إف. إل. أوبنهايم (بالألمانية: Lassa Oppenheim)‏ هو أستاذ جامعي وقانوني ألماني، ولد في 30 مارس 1858 في Windecken ‏ في ألمانيا، وتوفي في 7 أكتوبر 1919 في كامبريدج في المملكة المتحدة.

## وصلات خارجية
- إل. إف. إل. أوبنهايم على موقع الموسوعة البريطانية (الإنجليزية)